# 懷特克里夫斯 (新墨西哥州)
懷特克里夫斯（英語：White Cliffs）是位於美國新墨西哥州麥金萊縣的普查規定居民點。

## 人口
根據2020年美國人口普查的數據，懷特克里夫斯的面積為1.11平方千米，皆為陸地。當地共有人口371人，而人口密度為每平方千米334.23人。